# Syndicat mixte Bil Ta Garbi
Le syndicat mixte Bil Ta Garbi est un établissement public de coopération intercommunale de type syndicat mixte sans fiscalité propre ayant pour compétence le traitement et la valorisation des déchets ménagers et assimilés pour le compte de près de 211 communes de l'ouest du département français des Pyrénées-Atlantiques.

## Fonctionnement
Le syndicat a été créé en 2002 afin d'assurer le traitement des déchets du bassin ouest des Pyrénées Atlantiques.
Il dispose depuis 2018 de la compétence liée à la gestion des déchets inertes du territoire.
En parallèle, le syndicat mène les actions de sensibilisation du public à la réduction et au tri des déchets et anime la dynamique d'économie circulaire du territoire. Il a reçu le label Economie Circulaire de l'ADEME.
Le syndicat emploie en 2023 un peu plus de 100 personnes, comme agents de tri, chauffeurs de camions, agents administratifs, agents de sensibilisation, etc.

## Territoires adhérents
Le syndicat assure le traitement des déchets de 211 communes, réparties en 2 adhérents :
- la Communauté d'agglomération du Pays Basque ;
- la Communauté de communes du Béarn des gaves ;

Le syndicat a absorbé au 1er janvier 2017 le Syndicat mixte Bizi Garbia qui assurait la collecte et le traitement sur le Sud de la Côte Basque.

## Équipements
Le syndicat ne gère pas la collecte des déchets (celle-ci étant gérée par les adhérents), mais leur traitement et leur valorisation.
Le syndicat dispose de sept plateformes de transfert des déchets sur Bustince-Irribery, Cambo-les-Bains, Hasparren, Mauléon-Licharre, Saint-Pée-sur-Nivelle, Salies-de-Béarn, Urrugne. Le transport en polybenne est géré en propre par les chauffeurs du syndicat vers les sites de valorisation et de traitement des déchets du syndicat: 
- Pôle Canopia:
  - Unité de Valorisation Energétique et Organique, ouverte en 2014
  - Centre de tri des collectes sélectives, ouvert en 2013 et modernisé en 2023

- Pôle Mendixka:
  - Unité de Valorisation Organique, ouverte en 2014
  - Installation de Stockage de Déchets Non Dangereux, ouverte en 2014

- Pôle Zaluaga:
  - Installation de Stockage de Déchets Non Dangereux, ouverte en 2005

## Projets
Un projet de centre d’enfouissement des déchets inertes du BTP est à l’étude à Urrugne au niveau de La Croix des Bouquets.